# Hameln no violin-hiki
1. ↑  Incompatible avec Firefox 23 au 20/09/2013. Site officiel : http://piro.sakura.ne.jp/xul/_rubysupport

 (janvier 2010).
Si vous disposez d'ouvrages ou d'articles de référence ou si vous connaissez des sites web de qualité traitant du thème abordé ici, merci de compléter l'article en donnant les références utiles à sa vérifiabilité et en les liant à la section « Notes et références ».
Hameln no violin-hiki (ハーメルンのバイオリン弾き), également connu sous le nom de Violinist of Hameln, est un manga de Watanabe Michiaki de 37 volumes publié par le magazine Monthly Shōnen Gangan entre 1991 et 2001. Il fut également décliné en 1995 en un film animé et un jeu vidéo sur Super Nintendo, et en 1996 en une série animée de 25 épisodes.
Il existe de très grosses différences entre le manga original et son adaptation à l’écran, le premier étant principalement à vocation comique tandis que le second contraste par son sérieux. Les psychologies des personnages ont été complètement revues et il reste peu de chose de la trame du manga. Le film semble en revanche avoir gardé l’esprit du manga.

## Personnages

### Protagonistes

#### Les Grands Espoirs
- Hamel (ハーメル?) : le personnage principal de la série. Il est joueur de violon et les mélodies qu’il joue lui permettent de manipuler ses alliés ou ses adversaires. Son violon peut également servir d’arme contondante. Étant le fils du roi démon Kestra, sa nature démoniaque est en constante opposition avec sa partie humaine et se manifeste par une corne qu’il a sur front et une très grande force physique. Il peut aussi se transformer en démon, ce qu’il évite absolument de faire, car il devient fou furieux et décime aussi bien ses alliés que ses ennemis. Dans le manga Hamel est d’un naturel manipulateur et ne redresse jamais les torts gratuitement, ce qui est un contraste énorme en comparaison à son caractère aimable et protecteur dans la série animée. Peu à peu, il s'attache à Flute et finit par en tomber amoureux. Il est doublé par Yūji Ueda dans l'anime, et par Kazuki Yao dans le film.

- Flûte (フルート?) : la princesse du royaume de Sforzando et compagnon de route de Hamel. Dans le manga, Flûte est offerte à Hamel en tribut par un village qu’il a sauvé de l’oppression d’un démon et lui sert depuis d’arme, d’outil et de souffre-douleur. Malgré les sévices réguliers que lui impose Hamel elle en tombe amoureuse. Dans la série animée, elle a grandi avec Hamel dans le village caché de Staccato avant d’apprendre ses origines royales et Hamel est chargé de sa protection jusqu’à ce qu’elle se rende à son royaume. Entre la version animée et le manga, Flûte est un des personnages qui a vu le moins sa personnalité se modifier, même si son rôle diffère grandement. Elle est doublée par Mayumi Iidzuka dans la série et par Chisa Yokoyama dans le film.

- Raiel (ライエル?) : un pianiste ambulant et ami d’enfance de Hamel. Bien qu’il ne soit que simple humain, ses mélodies lui permettent, comme Hamel, de manipuler les gens, mais aussi d’invoquer des esprits, comme Sizer. Dans le manga, Raiel sait que Hamel est responsable de la mort de ses parents et commence comme un antagoniste, mais oublie peu à peu tout désir de vengeance. Dans l’anime, c’est le cheminement inverse : Raiel ignore les origines démoniaques de Hamel et son implication dans la destruction du village, et a grandi avec une haine féroce des démons. Lorsqu’il apprend la vérité sur Hamel, il sombre progressivement dans le désir de se venger. Dans le manga, Raiel est très porté sur le jupon et aime bien fantasmer sur Sizer, la sœur de Hamel. En outre, contrairement à Hamel, il ne demande ni n’accepte aucune récompense lorsqu’il redresse les torts. Ces aspects de sa personnalité ont considérablement été effacés dans la série animée. Il est doublé par Kōji Tsujitani dans l'anime et par Toshihiko Seki dans le film.

- Oboe (オーボウ?) : un esprit déguisé en corbeau/hibou. C’est le personnage omniscient de la série et il fait bénéficier le groupe de son savoir, tout en se gardant de leur dire toute la vérité. Il est doublé par Shigeru Chiba dans l'anime et par Masaharu Satō dans le film

- Trom Bone (トロン･ボーン?) : le prince du royaume Dal Segno, détruit par les démons. Trom est encore un enfant, mais a bénéficié d’un entraînement aux techniques d’épées qui le rendent redoutable. Tandis que l'anime se focalise principalement sur son désir de vengeance pour ajouter au tragique, le manga insiste plus sur sa personnalité manipulatrice et sa couardise pour donner un effet comique. Il est doublé par Akiko Kojima dans la série.

- Sizer (サイザー?) : l'ancien roi faucon. Sizer est la sœur jumelle de Hamel et tandis que du sang démoniaque coule en Hamel, chez Sizer c’est le sang angélique qui domine. Elle possède des ailes d’ange teintées de sang et une énorme faux cachant une flûte avec laquelle elle peut invoquer les Walkyries. Elle a été enlevée à sa mère très jeune et élevée dans la haine de celle-ci et de son frère et habituée très tôt à exterminer des royaumes entiers. Le manga et l’anime prennent des chemins très différents dans le développement futur de Sizer qui trouvera dans l’un la rédemption et dans l’autre le désespoir. Elle est doublée dans l'anime par Megumi Ogata, et dans le film par Rei Sakuma.

- Valkyries (ワルキューレ?) : esprits pouvant être invoquées par Sizer. Elles peuvent attaquer son adversaire ou au contraire devenir une armure, ainsi que prendre son apparence. Dans le manga, elles ont une personnalité propre et n'hésitent pas à taquiner Sizer. Elles portent le nom des Walkyries de la tétralogie de Wagner et de la mythologie nordique : Gerhilde, Helmwidge, Waltraude, Schwertleite(après la mort de Brunhilde. Elle devienne une 2e Armure de Sizer), Ortlinde, Seigrune, Gringerde, Rossweisse et Brunhilde(elle est une 1re Armure).

#### Le Royaume de Sforzando
- Horn (ホルン?) : la reine de Sforzando et la mère de Flûte. Elle possède le talent de guérir les gens, ce qui réduit son espérance de vie. Dans le manga, elle est une véritable mère pour Flûte et la couvre de toute son affection quand elle la retrouve tandis que dans l’anime elle reste une reine froide, plus dévouée à la sécurité de son pays qu’à celle de sa fille. Elle est doublée dans l'anime par Sumi Shimamoto.

- Clari Net (クラーリィ･ネッド?) : le grand archevêque de Sforzando et premier magicien du royaume. Il est extrêmement sévère et ne prend d’ordres que de Horn. Dans le manga, comme il est l’archétype même du bishōnen (beau jeune homme légèrement efféminé), on lui prête souvent des goûts homosexuels pour le taquiner. Il est doublé par Mitsuaki Madono dans l'anime.

- Cor Net ou Cornet (コル・ネッド?) : la petite sœur de Clari. Douée à la fois en arts martiaux et en magie, dans le manga elle poursuit Hamel de ses assiduités et tente d’éliminer Flûte, qu’elle considère comme sa rivale, par tous les moyens. Dans l’anime, sa personnalité d'adolescente dynamique et survoltée a été complètement effacée. Elle est doublée dans l'anime par Chinami Nishimura.

- Lute (リュート?) : prince de Sforzando et frère de Flûte. Il passe pour mort depuis que son corps a été volé par Bass qui s'en sert comme une marionnette. Lute possède donc tous les pouvoirs de Bass mais presque aucune volonté quoiqu'à l'occasion sa personnalité peut prendre le dessus. Il est doublé par Kōki Miyata dans l'anime.

#### Autres
- Ocarina (オカリナ?) : la fille d'Oboe, ancien général mazoku. Elle est la confidente de Sizer et prend l'apparence d'un corbeau blanc. Dans le Volume 10, Elle a retrouvé son apparence normale. Dans le Volume 29, Elle se sacrifie pour sauver la vie de Sizer. Elle est doublée par Tomoko Ishimura.

- Pandora (パンドラ?) : la mère d'Hamel et Sizer. Elle fut également le professeur de Raiel. Capturée et enfermée dans un cristal par Bass, elle est l'élément principal de la quête de Hamel. Elle est doublée par Naoko Miura (connue dans le métier sous le nom de Miuraurara).

### Antagonistes
- Kestra (ケストラー?) :

- Bass (ベース?) : le roi infernal et général en chef des armées démoniaques. Il ne reste de lui que sa tête, et a possédé le prince Lute pour lui servir de corps. Dans l'anime, la tête de Bass est doublée par Unjō Ishidzuka et la voix de Lute par Kōki Miyata. Dans le film, seul Kenichi Ogata double Bass.

- Drum (ドラム?) : le roi dragon. Sorte de géant à deux têtes, il abrite en son corps un nombre considérable de dragons. Il déteste Sizer, dont les origines angéliques le révulsent, et compte plus sur son immense force physique que sur son intelligence. Il est doublé dans l'anime par Kiyoyuki Yanada.

- Guitar (ギータ?) : le roi guerrier. Il a une tête de chien et une multitude d’épées dont il se sert à la perfection. Il n’hésite pas si nécessaire à tuer ses alliés, car il peut absorber leurs pouvoirs en buvant leur sang. Il est doublé dans l'anime par Takashi Matsuyama et dans les CD drama par Issei Futamata.

- Vocal (ヴォーカル?) : Un démon qui n'apparait que dans le manga. Vocal est une personne particulièrement immature, égocentrique, impatient et intolérant. Il refuse d'obéir à quiconque et prend plaisir dans la destruction. De plus, il possède une force extraordinaire, ce qui le classe en 2e position après Kestra dans la liste des plus puissants démons. Si Drum était déjà très puissant, ce n'est rien comparé à Vocal.D'ailleurs, après que Kestra ait vaincu et fait emprisonner Vocal, Bass a dû élaborer un artéfact qui soumet Vocal à ses ordres et qui empêche Vocal d'attaquer les autres démons.

- Orgel (オル・ゴール?) :

## Manga

### Intrigue
Le manga raconte le voyage d’un groupe de héros, voyageant vers le nord pour prévenir d’une catastrophe. Initialement composé de Hamel, un joueur de violon misanthrope prêt à tout pour gagner de l’argent et de Oboe, un corbeau parlant ; viendront les rejoindre Flûte, une jeune fille que Hamel reçoit comme tribut pour avoir sauvé un village et qui deviendra son souffre-douleur, Raiel, un joueur de piano, ami d’enfance d'Hamel et « Héros de l’Amour » auto-proclamé, et Trom Bone, un prince qui a perdu son royaume. En sillonnant le monde, ces « cinq grands espoirs » redresseront les torts, extermineront les démons et sauveront des royaumes tandis que se dévoile au fur et à mesure leurs passés et motivations.

### Analyse
Malgré les nombreuses scènes de carnage, le manga ne se prend pas trop au sérieux et se veut principalement comique, ce qui n’est pas sans rappeler l’esprit de Bastard!!. Les personnalités des personnages sont caricaturées à l’extrême et passent souvent des situations les plus héroïques aux plus ridicules avec de nombreux clins d’œil aux contes de fées et mondes fantastiques. D’ailleurs le fait que tous les personnages portent le nom d’un instrument de musique et les villes celui d’un terme musical ajoute au ridicule de certains dialogues.

## Anime

### Série télévisée

#### Intrigue
Hamel, un joueur de violon, et son amie Flûte voient leur village se faire attaquer par les démons. Flûte apprend qu’elle est la princesse de Sforzando et les deux partent en voyage. Malheureusement le passé mystérieux de Hameln et ses origines les poursuivent et les tragédies s'abattent l’une après l’autre sur eux…

#### Analyse
L’ambiance de la série animée est assez différente du manga : tandis que le manga se veut principalement divertissant, la série animée a une vocation dantesque et sérieuse. Les personnalités et les rapports entre personnages ont été entièrement revus, insistant notamment sur le tragique. La trame a complètement été revue et comporte vers la fin de nombreuses incohérences, sans doute dû au fait qu’elle avait été prévue en plus d’épisodes.
En outre la série n’a pas bénéficié d’un grand budget et l’animation s’en ressent fortement : souvent inexistantes, les rares scènes bien animées sont rejouées, parfois en boucle. Les scènes entières composées de simples images défiantes sont légion. Les bouches des personnages ne sont parfois même pas animées.
En revanche la bande son, principalement de la musique classique, qui est l'arme utilisée par les personnages principaux, a été particulièrement soignée. Les doubleurs ont également pris leur travail très au sérieux.

#### Liste des épisodes
| No | Titre français                                       | Titre japonais                  | Titre japonais                         | Date de 1re diffusion |
| No | Titre français                                       | Kanji                           | Rōmaji                                 | Date de 1re diffusion |
| -- | ---------------------------------------------------- | ------------------------------- | -------------------------------------- | --------------------- |
| 1  | Requiem                                              | 鎮魂歌                          | REKUIEMU                               | 2 octobre 1996        |
| 2  | Le casse-noisette du destin                          | 運命のくるみ割り人形            | Unmei no MARIONETTO                    | 9 octobre 1996        |
| 3  | Le lac des cygnes                                    | 白鳥の湖                        | Hakuchō no mizuumi                     | 16 octobre 1996       |
| 4  | Souvenirs d'Ansem                                    | アンサムの追憶                  | ANSAMU no tsuioku                      | 23 octobre 1996       |
| 5  | Dalseñu en flammes                                   | ダルセーニョ炎上                | DARUSEENU enjō                         | 30 octobre 1996       |
| 6  | Au nom des cinq espoirs                              | 五つの希望の名の下に            | Itsutsu no kibō no na no moto ni       | 6 novembre 1996       |
| 7  | Hamel le successeur                                  | 後継者・ハーメル                | Kōkeisha HAMERU                        | 13 novembre 1996      |
| 8  | La boîte de Pandore                                  | パンドラの箱                    | PANDORA no hako                        | 20 novembre 1996      |
| 9  | Ça commence ! La deuxième grande guerre de Sforzando | 勃発!第二次スフォルツェンド大戦 | Boppatsu! Dai ni ji SUFORUZENDO taisen | 27 novembre 1996      |
| 10 | Entre « homme » et « démon »…                        | 《人》と《魔》の狭間に…         | “Hito” to “ma” no hazama ni…           | 4 décembre 1996       |
| 11 | Le miroir de la vérité                               | 真実の鏡                        | Shinjitsu no kagami                    | 11 décembre 1996      |
| 12 | La fin d'un voyage                                   | 旅の終わりに                    | Tabi no owari ni                       | 18 décembre 1996      |
| 13 | Les cicatrices de la bataille                        | 戦いの傷痕                      | Tatakai no kizuato                     | 25 décembre 1996      |
| 14 | Un nouveau départ !                                  | 新たなる旅立ち!                 | Arata naru tabidachi!                  | 8 janvier 1997        |
| 15 | Le port des adieux, Senza                            | 別れの港・センザ                | Wakare no machi SENZA                  | 15 janvier 1997       |
| 16 | Slur, la chute d'une nation                          | 滅亡国家・スラー                | Metsubō kokka SURAA                    | 22 janvier 1997       |
| 17 | Comme un démon                                       | 魔族として                      | Mazoku to shite                        | 29 janvier 1997       |
| 18 | Last Show                                            | ラスト・ショー                  | LASUTO SHOO                            | 5 février 1997        |
| 19 | Un cœur confus                                       | 心 乱れて…                      | Kokoro midarete…                       | 12 février 1997       |
| 20 | Vengeance : ouverture                                | 復讐の幕開け                    | Fukushū no makuake                     | 19 février 1997       |
| 21 | Zigeunerweisen                                       | ツィゴイネルワイゼン            | ZIGOINERUWAIZEN                        | 26 février 1997       |
| 22 | Le dernier « Empereur »                              | 最後の『皇帝』                  | Saigo no “Kōtei”                       | 5 mars 1997           |
| 23 | Un lien indestructible                               | たち切れぬ絆                    | Tachikirenu kizuna                     | 12 mars 1997          |
| 24 | La boîte ouverte                                     | 開かれた箱                      | Akareta hako                           | 19 mars 1997          |
| 25 | Une route sans fin                                   | 終わりなきひとつの道            | Owari naki hitotsu no michi            | 26 mars 1997          |

#### Génériques
- Génériques d'ouverture :
  - MAGICAL:LABYRINTH!! interprété par Skirt
  - Mikansei Kyōsōkyoku (未完成協奏曲?) interprété par Ken Nishikiori

- Génériques de fin :
  - Kizu Darake no Tsubasa (傷だらけのツバサ?) interprété par Ikebukuro
  - Taiyō to Tsuki ni Somuite (太陽と月に背いて?) interprété par Yoshiko Yamaguchi

### Film

#### Intrigue
L’équipe d'Hameln arrive dans un petit royaume, qui se fait attaquer par les Mazokus. Ils apprennent que des Mazokus ont enlevé la princesse du royaume. Ils semblent ne pas vouloir se contenter que de cela et essayent d'enlever la reine. Notre troupe doit, désormais infiltrer un château… S’ensuivent les plans les plus stupides pour y parvenir.

#### Analyse
Le film est la première adaptation animée du manga et en est beaucoup plus proche dans l’esprit que la série animée. C’est donc l’aspect comique qui est privilégié. En outre l’animation est également plus réussie.

#### Générique
- Générique d'ouverture :

1. Mae wo Muite Aruko (前を向いて歩こう) interprété par Ikuko

- Générique de fin :

1. Ame nochi Hallelujah~Taiyou ni Nage Kiss (雨のちハレルヤ～太陽に投げkiss～) interprété par Yokoyama Hot Sisters

## Jeu vidéo
Sorti sur Super Nintendo et officiellement jamais sorti du Japon, le jeu vidéo est un jeu de plate-forme en deux dimensions. Là encore c’est le comique qui est privilégié : Hamel se bat en envoyant des notes avec son violon et on se sert de Flûte en tant qu’objet pour résoudre certaines situations épineuses. L'intérêt principal du jeu est d’assister aux déguisements ridicules de Flûte.